# Триптофан
Триптофанът е една от 20-те основни α-аминокиселини и е жизненоважен за човека, но човешкото тяло не го произвежда. Т.е. триптофанът е незаменима аминокиселина и трябва да се доставя чрез храната или добавки. Поради наличието на бензеново ядро той е ароматно съединение и е слабо разтворим във вода. Само L-енантиомерът му има биологично значение.

## Функции
Триптофанът както всички аминокиселини е градивен елемент в биосинтеза на протеини.
Триптофанът е прекурсор на следните съединения: серотонин, триптамин, мелатонин, индоламин.
Половината от триптофана, който приемаме, тялото ни използва за синтезирането на ниацин (витамин B3).
За получаването на 1 mg ниацин (витамин B3) тялото ни използва около 60 mg триптофан.
Хроничният недостиг на триптофан води до намалени нива на серотонин и други невротрансмитери, което може да повлияе на настроението, влошават паметта и повишава агресията.
Според д-р Батманжелидж появата на диабет също е свързана с недостига на триптофан.